# 동부여
동부여(東夫餘)는 부여의 일부 세력이 동쪽으로 이동해 세운 나라이며, 동시에 해모수왕이 세운 북부여와 구분짓기 위해 부르는 명칭이다. 두만강 유역에 위치해 있었다고는 하지만 아직까지 유적이나 유물이 발견되지 않아 그 위치와 영역은 정확히 알 수 없다. 동부여는 410년 고구려에 의해 멸망했다.

## 역사
2세기까지 번성하던 부여는 3세기 후반 북방의 유목민들이 중국 대륙으로 대거 남하할 때 이들로부터 많은 침략을 당해 급격히 쇠약해졌다. 서기 285년의 선비족 모용외(慕容廆)의 침공으로 인해 부여왕 의려가 죽고 수도가 점령당하여 왕실과 주민 다수가 두만강 하류 북옥저로 도피하게 되었다. 이듬해 그 다음 왕 의라가 서진의 도움으로 나라를 회복해 귀환했는데, 그중 일부가 북옥저 지역에 계속 살았다. 이렇게 되어 원 부여가 있던 곳을 북부여라고 하고, 북옥저 지역에 남은 무리들이 나라를 형성하여 동부여가 되었다는 것이 일반적인 견해이다. 4세기 전반에 고구려가 북부여를 장악하자, 본국과 차단된 동부여는 자립하다가 410년에 고구려의 광개토대왕에 의해 멸망을 당했다.

## 전해지는 이야기
《삼국사기》에 의하면 동부여는 부여의 왕이었던 해부루가 세웠다고 전하고 있지만, 받아들여지지 않는다.
121년 고구려가 후한과 충돌할 때 부여 왕자 위구태(尉仇台)가 현도성을 침공한 고구려의 군사를 공격하여 현도성을 구원했다. 중국의 《북사》와 《수서》는 눙안에서 이를 오해해 구태가 백제의 시조인 것으로 기록해 시조 구태설이 생겨났다.
167년에는 부여왕 부태(夫台)가 후한 본토와의 직접 무역을 시도하는 과정에서 현도성과 무역 마찰이 생겨 선비족과 고구려의 묵인하에 현도성을 공격하기도 하였다. 2세기까지 번성하던 부여는 3세기 후반 북방의 유목민들이 중국 대륙으로 대거 남하할 때 이들로부터 많은 침략을 당해 급격히 쇠약해졌다. 285년의 선비족 모용외(慕容廆)의 침공으로 인해 부여왕 의려가 죽고 수도가 점령당하는 등 국가적 위기를 맞았으나 옥저로 도피했던 그 다음 왕 의라가 서진의 도움으로 나라를 회복하였다. 346년 전연의 침공으로 인해 심한 타격을 입은 부여는 결국 고구려에 항복하여 그 왕실만을 이어갔다. 결국 410년 광개토왕의 침공을 받고, 고구려에게 타격을 받고 494년 고구려의 문자명왕에게 항복하여 멸망하였다.

## 동부여의 왕
| 왕호                                                                          | 이름           | 재위기간                        |
| ----------------------------------------------------------------------------- | -------------- | ------------------------------- |
| 해부루왕(解夫婁王)                                                            | 해부루(解夫婁) | ? ~ 기원전 60년 경              |
| 금와왕(金蛙王)                                                                | 해금와(解金蛙) | 기원전 60년 경 ~ 기원전 20년 경 |
| 대소왕(帶素王)                                                                | 해대소(解帶素) | 기원전 20년 경 ~ 22년           |
| 갈사왕(曷思王)                                                                | ?              | 22년 ~ ？                       |
| 도두왕(都頭王)                                                                | 해도두(解都頭) | ？ ~ 68년                       |
| 부태왕(夫台王)                                                                | 부태(夫台)     | ?, 2세기                        |
| 위구태왕(尉仇台王)                                                            | 위구태(尉仇台) | ?, 2세기                        |
| 간위거왕(簡位居王)                                                            | 간위거(簡位居) | ?, 2세기 ~ 3세기                |
| 마여왕(麻余王)                                                                | 마여(麻余)     | ?, 3세기                        |
| 의려왕(依慮王)                                                                | 의려(依慮)     | ? ~ 285년                       |
| 의라왕(依羅王)                                                                | 의라(依羅)     | 286년 ~ ?                       |
| 현왕(玄王)                                                                    | 부여현(夫餘玄) | ? ~ 346년                       |
| 《삼국사기》(三國史記), 후한서(後漢書), 《삼국지》(三國志), 진서(晉書)에 의거 |                |                                 |

위구태(慰仇太)의 기록은 후한서 동이열전에서 처음 나타나며, 삼국지 동이전에서 그 후계들이 자세하다.
현왕(玄王)은 사서에서 '346년 1월에는 모용준과 모용각이 부여를 쳐서 그 왕 여현(餘玄)을 사로잡고 5만여명을 끌어갔다.'라는 기록으로 존재하나 여울은 단지 부여 왕자로 전연의 산기시랑(散騎侍郞)을 지내고, 후연의 재상을 한 자라 왕이라고 하기엔 무리가 있다. 삼국사기의 기록에는 494년에 부여가 멸망하였다고 하였다.

## 같이 보기
- 나라
  - 고구려
  - 부여
- 인물
  - 금와왕
  - 대소왕
  - 위구태
  - 추모왕
  - 해모수
  - 해부루